# Dolphin Football Club (Dublin)
Pour les articles homonymes, voir Dolphin Football Club.
Le Dolphin Football Club est un ancien club de football irlandais. Il a joué le championnat d'Irlande de football entre 1930 et 1937.
Le club était basé à Dublin et jouait ses matches à Tolka Park.
Le fait de gloire du club est la victoire dans le championnat d'Irlande de football 1935. Le club parvint aussi deux fois en finale de la Coupe d'Irlande de football en 1932 et 1933 perdant les deux matches contre les Shamrock Rovers.

## Palmarès
- Championnat d'Irlande (1) :
  - Vainqueur : 1935.

- Coupe d'Irlande
  - Finaliste : 1932 et 1933.

- Dublin City Cup (1) :
  - Vainqueur : 1935.

## Joueurs sélectionnés en équipes nationales
- Irlande Alex Stevenson
- Écosse Alex Massie